# Čchi
Termín čchi (čínsky pchin-jinem qì, znaky zjednodušené 气, tradiční 氣) pochází ze staré Číny. Jedná se o primární substanci vesmíru, bytí jako takové, ve všech svých podobách. V běžném užití je chápána pouze jako výseč původního abstraktního záběru, jako biologická vitální síla. Ve skutečnosti je pouze jedním z možných projevů primární substance. Čchi tvoří podstatu tradiční čínské medicíny, akupunktury, cvičení čchi-kung i tchaj-ťi čchüan.
Čchi má své ekvivalenty i v jiných myšlenkových systémech, například v japonské ki – známé z umění aikido – indické práně a tibetské tummo, na západě v starořecké pneumě, v mesmerismu
 či v bergsonovském élan vital.
Čchi má dvě složky, jin a jang, jejichž vzájemnými proměnami se zabývá kniha I-ťing.
V čínské kosmogonii vzniká svět z ničeho, Wu-ťi (nevyděleného), z něhož spontánně, bez vnějšího popudu počíná Tchaj-ťi (Velký předěl), jež plodí jednolitou, prvotní čchi, v níž jsou jinová a jangová složka promíšené, homogenní. 
Jak uvádí Tao Te ťing, základní kniha taoismu:
„Tao plodí jedno,

jedno plodí dvě,

dvě plodí tři,

tři plodí všechny věci“
Výkladů mnohoznačného staročínského textu je mnoho, často se ale shodují v tom, že „dvě” zde znamená jin a jang a tři znamená trojici „nebe”, „země”, „člověk”.

## Čchi v lidském těle
Čchi v lidském těle pochází ze dvou zdrojů. První část je vrozená a je uložena v ledvinách, druhá je získaná z potravy a vzduchu, který dýcháme.
Podle čchi-kungu se energie čchi, která cirkuluje v lidském těle, rozděluje na čchi řídící (jing-čchi), která vyživuje tělesné orgány, a čchi ochrannou (wej-čchi), která chrání povrch těla. Ve zdravém těle je oběh čchi nenarušený a poměr jin a jang je harmonický. Pokud dojde ke stagnaci čchi, je oběh narušen a může dojít až k nemoci. Narušené proudění čchi přímo v jednotlivých drahách (meridiánech) se snaží napravit akupunktura nebo akupresura. Někteří autoři staví čchi do paralely k západnímu pojmu bioelektřina, případně bioelektromagnetismus.

Je třeba zdůraznit, že převažující pohled je, že čchi je čistě hypotetický koncept.

### O čchi v lidském těle podrobněji

#### Tvorba čchi
V pre-kosmickém stadiu, tj. prvopočátečním sien-tchien stadiu tvoření vesmíru, je nejdříve energie a pak hmota, esence ťing, neboť z jangu se rodilo jin. V post-kosmickém chou-tchien světě je posloupnost obrácená – čchi se transformuje z esence ťing, neboť z jinu se rodí jang.
Esence ťing je v člověku dvojího původu – sien-tchien a chou-tchien neboli prenatální a postnatální. Spojením dvou prenatálních esencí (sien-tchien č' ťing) muže a ženy se rodí zárodek. Ten dále přijímá prenatální esenciální čchi i z těla matky z její čchi-süe. Z tohoto hmotného základu poté transformuje svoji vlastní čchi.
Po narození si musí nový jedinec začít sám vytvářet svou postnatální esenci (chou-tchien č'ťing) pomocí trávení a rozkladu potravy a mícháním s vdechovaným vzduchem. Nová substance poskytuje jedinci výživu, tedy jin, i energii čchi čili jang.

#### Druhy čchi
- Původní, prvopočáteční čchi (jüan-čchi), pravá čchi (čen-čchi)
- Osnová čchi (cung-čchi)
- Vyživující čchi (jing-čchi), řídící? (viz výše)
- Ochranná čchi (wej-čchi)[8]